# 佩特羅皮爾利亞 (洛佐瓦區)
48°55′43″N 36°4′26″E / 48.92861°N 36.07389°E
彼得羅皮利亞（烏克蘭語：Петропілля）是位於烏克蘭東部的村莊，由哈爾科夫州洛佐瓦區的洛佐瓦市鎮負責管轄。該村距離扎哈里夫西克和斯捷波韋3.5公里，始建於1903年，面積2.28平方公里，海拔高度128米，2001年人口416。